# Ljudska univerza Ravne na Koroškem
Ljudska univerza Ravne na Koroškem je ljudska univerza s sedežem na Čečovju 12a (Ravne na Koroškem).